# New Romantics (canción)
«New Romantics» —en español: «Nuevos Románticos»— es una canción grabada por la cantante y compositora estadounidense Taylor Swift para su quinto álbum de estudio, 1989 (2014). Es la última pista exclusiva en la edición de lujo del álbum, la canción fue lanzada a través de iTunes el 3 de marzo de 2015 como el quinto sencillo promocional y entró en las listas de Billboard Hot 100 en el puesto 71 debido a ventas digitales. El año siguiente, "New Romantics" fue lanzada en radios de música contemporánea en los Estados Unidos el 23 de febrero de 2016 a través de Big Machine Records como el séptimo y último sencillo de 1989 y alcanzó la posición 46.

## Recepción de la crítica
Rob Sheffield de Rolling Stone calificó a "New Romantics" como la 2.ª canción mejor de 2014, declarando "no tengo ninguna idea por qué ella dejó una canción brillante y perfecta fuera de su álbum (solo está incluida en la edición deluxe), pues la genialidad es extraña".

## Vídeo musical
El vídeo musical de "New Romantics" fue dirigido por Jonas Åkerlund y fue oficialmente liberado el 6 de abril exclusivamente para la plataforma Apple Music, y fue publicada en Vevo y YouTube el 13 de abril de 2016. El vídeo contiene varios clips de performances y detrás de escenas tomadas de su tour mundial del disco 1989.
Con más de 130 millones de visitas actualmente en YouTube se lleva el puesto 39° de los videos musicales más vistos de Swift en dicha plataforma.

## Créditos

### Registro y grabación
- Grabado en MXM Studios (Estocolmo, Suecia)
- Mezclado en MixStar Studios (Virginia Playa, Virginia)
- Masterizado en Sterling Sound (Ciudad de Nueva York)
- Sony/ATV Tree Publishing, Taylor Swift Music (BMI) y MXM (ASCAP) (administrado por Kobalt Music Publishing, Inc.)

### Personal
- Taylor Swift – vocales principales, escritor, vocales de fondo
- Max Martin – productor, escritor, teclado, piano, programación
- Shellback – Productor, escritor, vocales de fondo, guitarra, teclados, tambor, programación, bajos
- Michael Ilbert – grabación
- Sam Holanda – grabación
- Cory Bice – ayudante de grabación
- Serban Ghenea – Mezclas
- John Hanes – Ingeniero para mezclas
- Tom Coyne – masterización

Los créditos están adaptados del disco 1989.

## Lanzamiento
| País           | Fecha                 | Formato                              | Discográfica | Ref.. |
| -------------- | --------------------- | ------------------------------------ | ------------ | ----- |
| Estados Unidos | 3 de marzo de 2015    | Descarga digital @– promocional solo | Big Machine  |       |
| Estados Unidos | 23 de febrero de 2016 | Radios contemporáneas                | Big Machine  |       |